# Blasiistraße 2 (Quedlinburg)

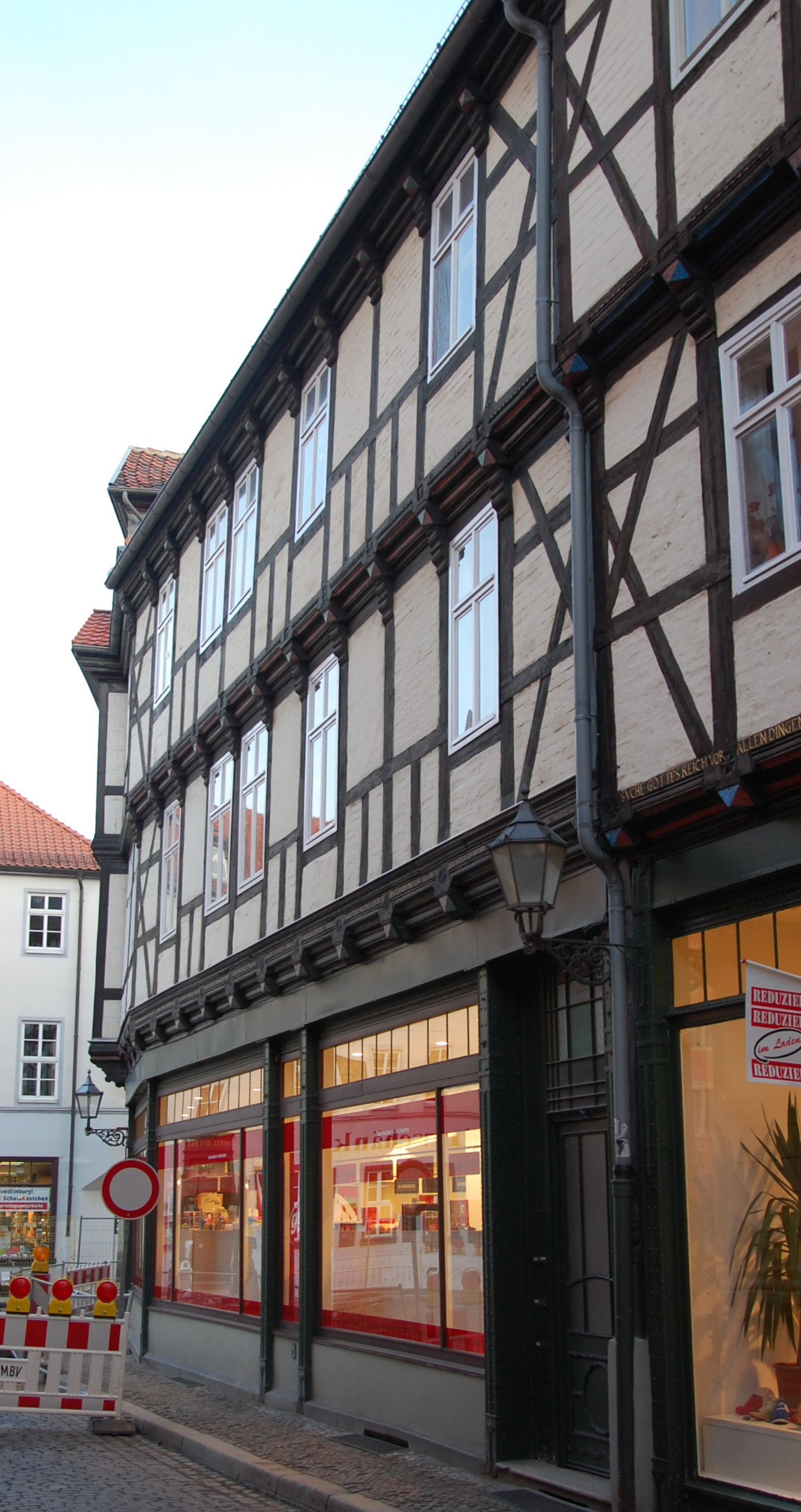
Haus Blasiistraße 2

Das Haus Blasiistraße 2 ist ein denkmalgeschütztes Gebäude in der Stadt Quedlinburg in Sachsen-Anhalt.

## Lage
Es befindet sich an der Südseite des Quedlinburger Marktplatzes und gehört zum UNESCO-Weltkulturerbe. Östlich schließt sich das gleichfalls geschützte Haus Blasiistraße 1, westlich das Haus Blasiistraße 2a, 3 an. Auf der nach Süden ausgerichteten Rückseite grenzt das Grundstück an die Straße Word.

## Architektur und Geschichte
Das dreigeschossige Fachwerkhaus wurde im Jahr 1650 vermutlich vom Zimmermeister Wulf Goetze errichtet. Die auf das Baujahr verweisende Inschrift wurde später in 1630 entstellt. Bauherr war Hans Bethge. Die Familie, der auch das benachbarte Grundstück Blasiistraße 2a gehörte, betrieb hier eine Seifensiederei und Sattlerei. Im Denkmalverzeichnis der Stadt ist es als Wohnhaus eingetragen. Das Fachwerk verfügt über Brüstungsständer und die Fachwerkfigur des Halben Manns. Darüber hinaus findet sich eine Vielzahl von Schmuckelementen. Neben Schiffskehlen und Pyramidenbalkenköpfen wurden auch Kerbschnittmedaillons, Bogen- und Konsolfriese eingesetzt. An der Stockschwelle befindet sich eine Inschrift.
Im Erdgeschoss wurde im Jugendstil ein Ladengeschäft eingefügt. Das Haus gilt als kunstgeschichtlich bedeutsam, da sich an ihm der Übergang vom Stil der Spätrenaissance zum sogenannten Quedlinburger Stil zeigt.
Zum Word hin befindet sich ein aus dem Jahr 1712 stammender dreistöckiger Fachwerkbau. Er ist mit einer, für Quedlinburg frühen Form eines Gurtprofils versehen. Auf den Baumeister verweist die Inschrift G. Z M. Hierbei könnte es sich um den Zimmermeister Abel Goldfuss, Sohn des Zimmermeisters Gabriel Goldfuß handeln. Das Untergeschoss ist in massiver Bauweise im Stil der Neorenaissance gestaltet.